# Brunhilde Sonntag
Brunhilde Sonntag   (Kassel, 27 de setembre de 1936 - 18 de desembre de 2002) fou una compositora, musicòloga i professora de música alemanya.

## Biografia
Brunhilde Sonntag va néixer a Kassel, Alemanya. Va estudiar orgue a l'Escola de Música Eclesiàstica de Schlüchtern i educació a l'Institut Pedagògic Jugenheim. De 1959 a 1963 va treballar com a professora a l'escola Friedrich Ebert de Frankfurt del Main i va rebre classes particulars de composició de Kurt Hessenberg. Del 1963 al 1969 va estudiar composició a la Hochschule de Música i Arts Escèniques de Viena amb Otto Siegl i Gottfried von Einem, i va ocupar un lloc de professor al Departament de Música de la Universitat Justus Liebig de Giessen.
De 1973 a 1977 Sonntag va estudiar musicologia a la Philipps-University de Marburg, i es va graduar amb un doctorat. Va ocupar una posició com a professora ajudanta a la Facultat d'Educació Westfalen-Lippe, Departament de Münster. De 1981 a 1992 va treballar com a professora a la Universitat-GH-Duisburg, i el 1992 va ocupar un lloc com a professora a la Universitat de Wuppertal.
Sonntag va publicar una sèrie de llibres i articles professionals sobre música. Va ser coeditora del Journal of Music Education, coeditora de la revista cultural Sound Tracks i editora d'una sèrie sobre música, art i consumisme a LIT Verlag, Münster.

## Obres
Sonntag va compondre per a orquestra, conjunt de cambra, veu, cor i instrument solista. Les obres seleccionades inclouen:
- Auf einem Baum ein Kuckuck saß, cantata (1958)
- Wenn die Tale blühn, cantata coral (1958)
- Christ ist erstanden (1958)
- Hausbau-Stück, per a piano (1959)
- Schädelvariationen, per a soprano i piano (1967/68)
- Fantasie und Fuge über EGAH, per a orgue (1976)
- Vier Klavierstücke (1978/1981)
- ECG, collage (1981)
- Der tragische Tausendfüßler (1981)
- Hallelujah! Variationen über "Oh, when the Saints go marching in", per a soprano, clarinet i piano (1981)
- Briefe an Verleger, cançó per a tenor i piano (1981)
- Kume, kum, Geselle min, per a orgue (1982)
- Von guten Mächten (obra escènica Von guten Mächten de Bonhoeffer)', per a cor a capella (1982)
- Fünf Lieder, lieder amb text de P. Celan i R. Ausländer', per a soprano i piano (1983)
- Verwandlungen Studie, per a orquestra (1983)
- Aber ich sage Euch: Liebet Eure Feinde, per a cor, locutor i orgue (1983)
- Flötenspiel, cançó amb text de H. Hesse (1984)
- Drei Miniaturen, per a oboè, clarinet, trompeta (1984)
- Fünf Miniaturen, per a orgue (1984)
- Streichquartett (1984)
- Stagnationen, trio per a flauta, trompa i violoncel (1986)
- Spiegelungen, per a piano (amb text) (1987)
- Akrostichon, per a guitarra solista (1987)
- Tefilla, per a piano (19879
- Wiegenlied für Stefan, per a solo de guitarra (1988)
- Drei Lieder, amb text d'Ulla Hahn per a soprano i piano (1988)
- ANIMUS 2, per a quartet de corda (1988)
- FARBENKUGEL, per a orgue (1988)
- Et vitam venturi saeculi, per a orgue (1988)
- DIALOG, per a duo de guitarres (1989)
- O Tod, wie bitter bist du, per a orquestra (1991)
- Fünf Lieder, amb text japonès per a soprano i guitarra (1991)
- Rote Bänder,per a duo de guitarres (1991)
- Danse fatale, per a violí i acordió (1991)
- Fünf Lieder, amb text de Busta per a soprano i guitarra (1991)
- SOLO für Esther, per a solo chello (1991)
- Dein Schweigen ist groß, text del cor a capella de R. Ausländer i M. Jaroschka (1991)
- Wie grau es auch regnet, tres cançons amb text de G. Eich per a soprano, oboè, flauta i guitarra (1992)
- Als wär's ein Engel, per a piano (1992)
- LAUDATE, per a tenor, violí i orgue (1992)
- Musik, per a quartet de corda (1992)
- Studie, per a flauta, oboè, clarinet, violí, viola i violoncel (1993)
- Es ist ein Schnitter, heißt der Tod, per a quartet de corda (1993)
- IRRITATIONEN, cançó amb text de Jv Eichendorff, RM Rilke, H. Hesse, E. Burkart per a mezzosoprano i piano (1994)
- DIE MÖVE JONATHAN, per a quartet de corda, flauta, oboè, clarinet, trompeta i piano (1994)
- IRRITATIONEN, amb text de Jv Eichendorff, RMRilke, H.Hesse. E.Burkart per a soprano, quartet de corda, flauta, oboè, piano i guitarra (1994)
- JAKOB LITTNERS AUFZEICHNUNGEN AUS EINEM ERDLOCH (W.Koeppen), música per a altaveu, quartet de corda, flauta, oboè, trompeta i piano (1994)
- Bist ein Weinen in der Welt, cançons amb text d'Else Lasker-Schüler per a soprano i piano (1994)
- Zwei Klavierstücke (1994)
- Münchner Flötenduo, per a Elisabeth i Edmund Weinzierl-Wächter (1995)
- Ein trauriger Etiqueta, cançons amb text de Marta Krutul (1995)
- SHALOM (1995)[2]